# Amazon Fire TV
Amazon Fire TV — линейка цифровых медиаплееров и микроконтроллеров, разработанных компанией Amazon. Устройства представляют собой небольшие сетевые устройства, которые доставляют цифровой аудио и видеоконтент, транслируемый через интернет, на подключенный телевизор высокой четкости. Они также позволяют пользователям получать доступ к локальному контенту и играть в видеоигры с помощью прилагаемого пульта дистанционного управления или другого игрового контроллера или с помощью пульта дистанционного управления мобильного приложения на другом устройстве.